# Lancia Jota
Lancia Jota es un camión de carga fabricado por la marca italiana Lancia Veicoli Industriali como transporte de materiales y personas según la configuración. Fue lanzada para uso militar y luego civil entre 1915 y 1920.

## Características principales
Construido exclusivamente como base (chasis y conjunto trasmisión motor) para camiones. El modelo montaba el robusto motor de 4 cilindros en línea de 4.9 litros  de cilindrada, capaz de desarrollar unos 70 hp de fuerza y alcanzar una velocidad máxima de 65 km/h. El Jota tenía una longitud base de 3,6 metros y un peso de 2,4 toneladas. Continuaría su producción hasta 1920, especialmente destinada al ensamblaje de vehículos de carga de materiales, fabricándose 1517 ejemplares de uso militar y 598 ejemplares de uso civil.